# Ixos nicobariensis
El bulbul de Nicobar (Ixos nicobariensis) es una especie de ave paseriforme de la familia Pycnonotidae endémica de las islas Nicobar, pertenecientes a la India.

## Descripción
El bulbul de Nicobar mide alrededor de 20 cm de largo. Es un bulbul de tonos apagados y sin penacho en la cabeza. Sus partes superiores son de color verde oscuro, algo más claro en el rostro, mientras que sus partes inferiores desde la garganta son de color verde amarillento claro. Su píleo es de color pardo grisáceo y se difumina hasta la altura del ojo.
Emite parloteos similares a los del bulbul negro (H. leucocephalus).

## Taxonomía
Fue descrito científicamente por el zoólogo británico Moore en 1854. Algunas fuentes incluían Ixos dentro del género Hypsipetes, probablemente debido a un error taxonómico que se cometió en la taxonomía de Sibley-Ahlquist, donde I. virescens – la especie tipo de Ixos – se situaba en Hypsipetes, aunque no incluía al resto del género, y se no tenía en cuenta la prioridad del taxón Ixos sobre Hypsipetes. En esta obra, H. virescens se asignaba al bulbul de Sumatra (ahora I. virescens), cuya prioridad en el nombre científico había sido establecida por Coenraad Jacob Temminck en 1825, mientras que la asignación de virescens al bulbul de Nicobar era posterior. Por eso en algunas obras se cambiaba su nombre científico a Hypsipetes nicobariensis, pero como Ixos se creó antes que Hypsipetes prevalece el nombre científico Ixos nicobariensis.

## Distribución y conservación
Se encuentra únicamente en el grupo de islas centrales del archipiélago Nicobar: Bompoka, Camorta, Katchall, Nancowry, Teresa, Tillanchong y Trinkat. Un supuesto registro del siglo XIX en Pilo Milo, del grupo meridional, en la actualidad se rechaza generalizadamente.
Su hábitat natural son los bosques tropicales de las islas tanto primarios como secundarios. También se encuentra en las plantaciones y jardines de zonas rurales, y ocasionalmente visita las zonas urbanas y los herbazales. Al estar restringido a unas pocas islas es una especie amenazada. Ya a principios de los años 1990 escaseaba en las islas principales de su área de distribución, excepto en Katchall y Teresa. Solo es abundante en algunos de los emplazamientos que ocupaba hace 100 años. En la actualidad a duras penas mantiene su población, pero la pérdida de hábitat podría acelerar su declive a proporciones peligrosas. Con unos pocos de miles de individuos supervivientes se clasifica como especie casi amenazada en la lista de la UICN.

### Factores de su declive
Varios factores han contribuido al declive de esta especie. Por un lado la destrucción del los bosques nativos talados para sustituirlos por plantaciones de caucho han reducido su hábitat óptimo y los bosques de monocultivos humanos de la isla son usados con menos asiduidad. La creciente población humana ha incrementado las talas de aclarado en la segunda mitad del siglo XX, y la expansión de las instalaciones militares en estas islas fronterizas también han contribuido a la destrucción de su hábitat.
Además los británicos introdujeron al bulbul orfeo de Andamán (Pycnonotus jocosus whistleri) en Camorta, y posteriormente los nativos lo extendieron a otras islas como al grupo de Nancowry, por ser una mascota popular. Los dos bulbules presumiblemente compiten por la comida, los sitios de anidamiento y los demás recursos, y aunque la población de P. j. whistleri no desplaza a las poblaciones de I. virescens que están bien establecidas en Katchall, Nancowry, Teresa y Trinkat ciertamente mantiene a la población de bulbul de Nicobar más reducida de lo que podría ser. Por otra parte, no hay razones para creer que la especie nativa sea un competidor inferior, y no puedan alcanzar un equilibrio. En Katchall el bulbul orfeo se estableció en la década de 1910 y esto no ha hecho que haya una población saludable de bulbul de Nicobar en la isla.
Las islas Nicobar fueron duramente golpeadas por el tsunami producido por el terremoto del océano Índico de 2004, y el grupo centra quizá fue el más afectado, con cientos de muertos entre sus habitantes. En Katchall se produjo la mayor pérdida de vidas de todas las islas Nicobar, pero esta catastrófica destrucción de las zonas costeras no afectaron tanto a los bosques del interior de la isla. Trinkat fue literalmente partida en tres partes, mientras que la inundación masiva solo afectó al norte de Camorta. Por el contrario Nancowry sufrió menos daños de forma general. En Teresa las planicies bajas se inundaron totalmente, dividiendo la isla en dos, pero los fragmentos de bosque que quedan están en las colinas y resultaron indemnes. Bompoka y Tillanchong, que aunque son más pequeñas, son más escarpadas y por lo tanto no fueron tan afectadas. Aunque por ejemplo los efectos en la población de bulbul de Nicobar bulbul en Trinkat fueron devastadores, el tsunami no dañó significativamente a la población total de la especie.